# Hierognoza
Hierognoza – w kościele rzymskokatolickim zdolność spontanicznego rozpoznawania osób, miejsc i przedmiotów świętych lub poświęconych (np. odróżnienie poświęconego różańca od niepoświęconego). Najczęściej aktualizuje się podczas ekstazy.